# Zentrales Staatliches Museum der Republik Kasachstan

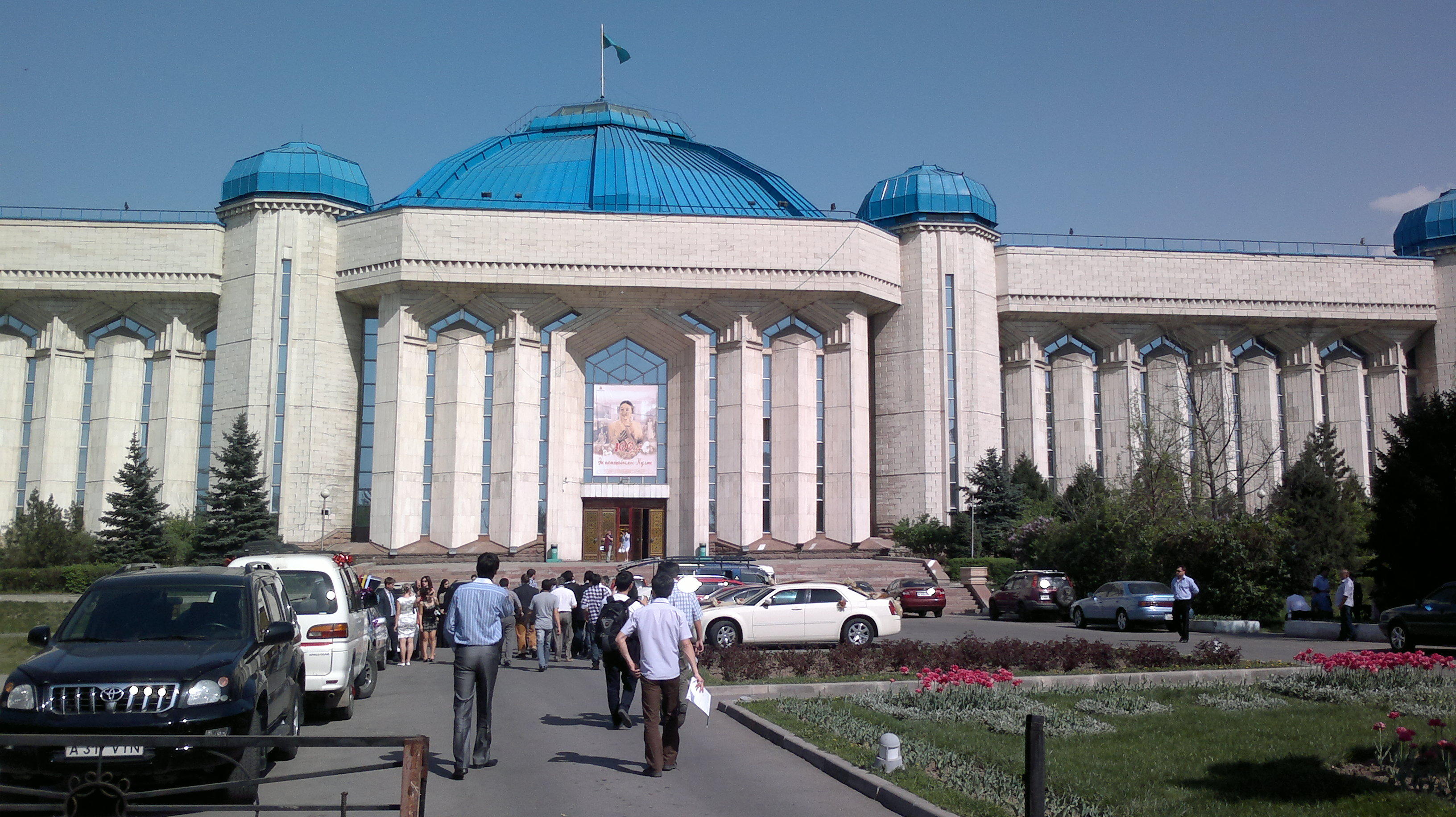
Zentrales Staatliches Museum der Republik Kasachstan (2012)

Das Zentrale Staatliche Museum der Republik Kasachstan (kasachisch Қазақстан Республикасы Мемлекеттік орталық музейі russisch Центральный Государственный музей Казахстана, englisch Central State Museum of the Republic of Kazakhstan) ist ein Museum in der kasachischen Stadt Almaty. Das Museum wurde 1931 gegründet und ist mit mehr als 300.000 verschiedenen Exponaten das älteste und größte Museum Kasachstans sowie eines der größten Museen in Zentralasien.

## Beschreibung
Das Zentrale Staatliche Museum der Republik Kasachstan befindet sich im Zentrum von Almaty unweit des Rathauses und des Platzes der Republik. Auf einer Gesamtfläche von 17.557 Quadratmetern sind auf drei Stockwerken mehr als 300.000 Exponate ausgestellt. In den vier großen Museumsräumen wird die Geschichte Kasachstans vom Beginn des Lebens auf der Erde bis zum heutigen Zeitpunkt präsentiert.
Die Sammlung des Museums umfasst die Gebiete Paläontologie, Archäologie, Ethnographie, Schriftzeugnisse und eine Kollektion von rund 80.000 Fotografien.

## Geschichte
Die Geschichte des Museums reicht zurück bis in die 1830er Jahre, als sie Sammlungen im russischen Orenburg ausgestellt waren. Das damalige Museum war das Museum der Region Orenburg, das von der Nepliuevskii Militärakademie organisiert wurde. Einer der Organisatoren war Wladimir Iwanowitsch Dal, der Autor des umfangreichsten Wörterbuchs der russischen Sprache.
1931 wurde das Museum im Gebäude der Christi-Himmelfahrt-Kathedrale, die schon zuvor geschlossen wurde, eröffnet. Das heutige Museumsgebäude in der Furmanow-Straße wurde 1985 bezogen.